# Pleurispa
Pleurispa is een geslacht van kevers uit de familie bladkevers (Chrysomelidae).
De wetenschappelijke naam van het geslacht werd in 1902 gepubliceerd door Julius Weise.

## Soorten
- Pleurispa humilis Gestro, 1909
- Pleurispa misella Weise, 1902
- Pleurispa subinermis (Fairmaire, 1902)
- Pleurispa weisei Gestro, 1906